# Lakhimpur
För andra betydelser, se Lakhimpur (olika betydelser).
Lakhimpur är en stad i den indiska delstaten Uttar Pradesh, och är den administrativa huvudorten för distriktet Kheri. Staden hade 151 993 invånare vid folkräkningen 2011, med förorter 165 085 invånare.